# Bayerotrochus philpoppei
Bayerotrochus philpoppei là một loài ốc biển, là động vật thân mềm chân bụng sống ở biển thuộc họ Pleurotomariidae.